# Pompeo Arrigoni
Pompeo Arrigoni (Roma, 2 de março de 1552 - Nápoles, 4 de abril de 1616) foi um cardeal do século XVII

## Biografia
Nasceu em Roma em 2 de março de 1552. De uma família originária de Milão ou de Como. Filho de Giovanni Giacomo Arrigoni e Eugenia Tara. Seu primeiro nome também está listado como Pompeio; e sobrenome como Arigoni. Tio do cardeal Ciriaco Rocci (1629). Tio-avô do cardeal Bernardino Rocci (1675).
Estudou na Universidade de Perugia; na Universidade de Bolonha; e na Universidade de Pádua, onde obteve o doutorado in utroque iure , direito canônico e civil.
Professor de Direito em Roma. Advogado das causas do rei Felipe II de Espanha em Roma. Advogado Consistorial. Auditor da Sagrada Rota Romana em 1591.
Criado cardeal diácono no consistório de 5 de junho de 1596; recebeu o chapéu vermelho em 8 de junho de 1596; e a diaconia de S. Maria em Aquiro, em 21 de junho de 1596. Optou pela ordem dos cardeais presbíteros e pelo título de S. Balbina, em 24 de janeiro de 1597. Participou do conclave de março de 1605, que elegeu o Papa Leão XI. Datário do Papa Leão XI. Participou do conclave de maio de 1605, que elegeu o Papa Paulo V. Confirmado como datário pelo Papa Paulo V; ocupou o cargo de 1605 a 1607. Secretário do Supremo Tribunal da Inquisição Romana e Universal, 1605-1616. No final de 1607 deixou Roma por graves desentendimentos com o Papa Paulo V.
Eleito arcebispo de Benevento em 7 de fevereiro de 1607. Consagrado em 24 de fevereiro de 1607, na Capela Sistina, em Roma, pelo Papa Paulo V coadjuvado pelo cardeal Luigi de Torres e pelo cardeal Marcello Lante della Rovere, bispo de Todi. Na mesma cerimônia foi consagrado o cardeal Anselmo Marzato, OFMCap., arcebispo de Chieti.
Morreu em Nápoles em 4 de abril de 1616. Enterrado na catedral metropolitana de Benevento.